# اندی مالکوم
اندی مالکوم (انگلیسی: Andy Malcolm; ۴ مهٔ ۱۹۳۳ – ۲۶ دسامبر ۲۰۱۳) بازیکن فوتبال اهل بریتانیا بود.
از باشگاه‌هایی که در آن بازی کرده‌است می‌توان به باشگاه فوتبال چلسی، باشگاه فوتبال کویینز پارک رنجرز، و باشگاه فوتبال وستهام یونایتد اشاره کرد.